# Hell's Highroad
Hell's Highroad è un film muto del 1925 diretto da Rupert Julian che aveva come interpreti Leatrice Joy, Edmund Burns, Robert Edeson, Julia Faye, Helene Sullivan, Lassie Lou Ahern.
La sceneggiatura, adattata da Lenore Coffee ed Eve Unsell, si basa sull'omonimo romanzo di Ernest Pascal pubblicato a New York nel 1925.

## Trama
A Chicago, Judy Nichols è innamorata di Ronald McKane, ma entrambi sono poveri: lei è una segretaria senza un soldo, lui un ingegnere alle prime armi che non riesce a sfondare nella sua professione. Così, quando Ronald le chiede di sposarlo, lei rifiuta perché non vuole la vita misera che lui può offrirle. La ragazza parte poi per New York dove incontra Sanford Gillespie, ricco finanziere e donnaiolo, al quale lei chiede di propiziare la carriera di Ronald. Il giovane fa strada, può sposare la ragazza e metter su famiglia. Ma lui, adesso, sembra interessarsi molto di più agli affari che alla moglie che trascura per il dio denaro. Quando poi incontra una milionaria rimasta vedova, lascia Judy per l'altra donna. Judy, ferita e vendicativa, si reca da Gillespie al quale chiede di rovinare Ronald. Come ricompensa, lei sarà sua. Il giorno dopo, la fortuna di Ronald viene spazzata via dalle manovre del finanziere che mettono in ginocchio il giovane. Ronald, intenzionato a chiedere ragione a Gillespie, si reca a casa sua. Lì, quando trova Judy, perde le staffe e cerca di strangolarla. L'intervento di Gillespie calma gli animi e i due sposi finalmente si riconciliano.

## Produzione
Il film fu prodotto dalla DeMille Pictures Corporation.

## Distribuzione
Il copyright del film, richiesto dalla Cinema Corp. of America, fu registrato il 17 agosto 1925 con il numero LP21770.
Distribuito dalla Producers Distributing Corporation (PDC), il film uscì nelle sale cinematografiche statunitensi il 18 ottobre 1925 dopo essere stato presentato in prima a New York il 25 agosto 1925 o, secondo altre fonti, nell'Iowa, a Sioux City, il 30 agosto 1925. La PDC lo distribuì anche nel Regno Unito il 29 marzo 1926. In Portogallo, il film uscì il 15 maggio 1928 con il titolo Caminho do Inferno.